# Europejskie Igrzyska Halowe w Lekkoatletyce 1969 – skok o tyczce mężczyzn
Skok o tyczce mężczyzn – jedna z konkurencji technicznych rozgrywanych podczas lekkoatletycznych europejskich igrzysk halowych w hali Palac Lodowy w Belgradzie. Rozegrano od razu finał9 marca 1969. Zwyciężył reprezentant NRD Wolfgang Nordwig, który obronił tytuł zdobyty na poprzednich igrzyskach.

## Rezultaty

### Finał
Rozegrano od razu finał, w którym wzięło udział 12 skoczków.

Opracowano na podstawie materiału źródłowego.
| Miejsce | Zawodnik            | Wynik |
| ------- | ------------------- | ----- |
| 1       | Wolfgang Nordwig    | 5,20  |
| 2       | Hennadij Błyznecow  | 5,10  |
| 3       | Joachim Bär         | 5,10  |
| 4       | Jurij Isakow        | 5,10  |
| 5       | Renato Dionisi      | 5,00  |
| 6       | Kjell Isaksson      | 5,00  |
| 7       | John-Erik Blomqvist | 5,00  |
| 8       | Dinu Piștalu        | 4,90  |
| 9       | Jan Odvárka         | 4,90  |
| 10      | Mike Bull           | 4,90  |
| 11      | Heinfried Engel     | 4,80  |
| –       | Claus Schiprowski   | DNS   |